# 東京都副知事
東京都副知事（とうきょうとふくちじ）は、東京都知事を補佐し、その補助機関たる職員の担任する事務を監督する、地方公務員法に定められた特別職の東京都職員で、東京都の副知事である。定数は4人。

## 概説
副知事相互には上下関係はないが、知事に事故があるとき、または知事が欠けたときの知事の職務代理順序が規則で決められており、これが実質的な序列となっている。また、各副知事には担当する局や特命事項が割り当てられている。副知事の給料は、月額119万2000円である。
地方自治法第163条で、副知事の任期は4年とされているが、2016年に小池百合子が知事に就任して以降、4年の任期満了を迎えた副知事は宮坂学のみとなっている（宮坂は再任された）。宮坂は民間からの選任であるが、通常、都の局長級職員から選任される。中央省庁からの出向はほとんど無い。

## 現任
2024年10月15日現在。職務代理順。
- 中村倫治 (元政策企画局長、2023年4月1日 -　)
- 宮坂学 (元ヤフー社長、2019年9月20日 -　)
- 栗岡祥一（元環境局長、2024年4月1日 -　）
- 松本明子 (元環境局長、2024年10月15日 -　)

| 副知事    | 担任事項 |
| --------- | --- |
| 中村 倫治 | 一 次の局等に関すること。 財務局、主税局、都市整備局、建設局、港湾局、会計管理局、スタートアップ・国際金融都市戦略室、住宅政策本部 二 次の行政委員会との連絡に関すること。 選挙管理委員会、公安委員会、収用委員会 |
| 宮坂 学   | 一 次の局に関すること。 デジタルサービス局 |
| 栗岡 祥一 | 一 次の局等に関すること。 総務局、生活文化スポーツ局、環境局、福祉局、保健医療局、東京消防庁 二 次の行政委員会等との連絡に関すること。 教育委員会、人事委員会、監査委員                                           |
| 松本 明子 | 一 次の局等に関すること。 政策企画局、産業労働局、子供政策連携室、中央卸売市場、交通局、水道局、 下水道局 二 次の行政委員会との連絡に関すること。 労働委員会                                                      |

## 過去の主な東京都副知事
役職名は副知事就任時の前職または元職
| 氏名       | 在職期間        | 前職                                 | 後職 |
| ---------- | --------------- | ------------------------------------ | --- |
| 大木操     | 1947年 - 1950年 | 貴族院議員                           | |
| 山田文雄   | 1947年 - 1950年 | 太平洋協会調査部長                   | 愛知大学学長 |
| 住田正一   | 1947年 - 195?年 | 国際汽船職員                         | 呉造船所社長、日本海事史学会会長 |
| 春彦一     | 1950年 - 1955年 | 東京都労働局長                       | 新日本観光社長、東京都住宅供給公社理事長 |
| 佐藤基     | 1955年 - 1959年 | 会計検査院長                         | 公正取引委員会委員長 |
| 鈴木俊一   | 1959年 - 1967年 | 内閣官房副長官                       | 首都高速道路公団理事長、都知事（1979年 - 1995年） |
| 御子柴博見 | 1963年 - 1967年 | 東京都総務局長                       | 首都高速道路公団副理事長、特別区人事委員会委員長、社会福祉法人東京ヘレン・ケラー協会理事長 |
| 三木與志夫 | 1979年 - 1983年 | 東京都交通局長                       | 東京都競馬社長、東京都住宅供給公社理事長、東京都日本中国友好協会会長 |
| 続訓弘     | 1983年 - 1991年 | 東京都財務局長                       | 参議院議員、総務庁長官、公明党副代表 |
| 眞仁田勉   | 1987年 - 1991年 | 東京都生活文化局長                   | 首都高速道路公団理事長、東京都競馬社長 |
| 金平輝子   | 1991年 - 1995年 | 東京都福祉局長                       | 東京都歴史文化財団理事長、東京都公安委員会委員、日本司法支援センター理事長、日本財団評議員、厚生省医療福祉審議会会長、日本更生保護女性連盟会長、財団法人女性のためのアジア平和国民基金副理事長・訪韓団団長、財団法人市川房枝記念会女性と政治センター理事長、労働省ハンセン病問題に関する検証会議座長、浴風会顧問 |
| 鹿谷崇義   | 1991年 - 1995年 | 東京都総務局長                       | 多摩都市モノレール社長、東京都新都市建設公社理事長 |
| 檜垣正已   | 1995年 - 1999年 | 東京都財務局長                       | 東京都歴史文化財団理事長、東京国際交流財団理事長、東京都慰霊協会会長 |
| 青山佾     | 1999年 - 2003年 | 東京都政策報道室理事                 | 明治大学大学院教授、東京都社会福祉協議会会長、東京都人事委員長、東京都農業会議会長、東京都慰霊協会会長 |
| 福永正通   | 1999年 - 2005年 | 東京都清掃局長                       | 東京都国民健康保険団体連合会理事長、国民健康保険中央会理事 |
| 浜渦武生   | 2000年 - 2005年 | 石原慎太郎東京都知事特別秘書         | 東京交通会館副社長、都参与 |
| 竹花豊     | 2003年 - 2005年 | 広島県警察本部長                     | 警察庁生活安全局長、東京都教育委員会委員、東京ビッグサイト社長、全国万引犯罪防止機構理事長 |
| 大塚俊郎   | 2004年 - 2007年 | 東京都出納長                         | 新銀行東京取締役会議長 |
| 横山洋吉   | 2005年 - 2007年 | 東京都教育委員会教育長               | 東京信用保証協会理事長、全国信用保証協会連合会会長、日本宝くじ協会理事長、東京のあすを創る協会会長 |
| 関谷保夫   | 2005年 - 2007年 | 東京都産業労働局長                   | 東京地下鉄副社長・社長補佐、東京臨海ホールディングス社長、東京テレポートセンター社長、東京都人事委員長、東京臨海高速鉄道社長 |
| 谷川健次   | 2007年 - 2009年 | 東京都財務局長                       | 東京臨海ホールディングス社長、地方公共団体金融機構副理事長 |
| 山口一久   | 2007年 - 2009年 | 東京都知事本局長                     | 東京都福祉保健財団理事長、東京都競馬社長、東京サマーランド社長、日本宝くじ協会理事長 |
| 菅原秀夫   | 2007年 - 2010年 | 東京都主税局長                       | 日本自動車ターミナル社長、首都高速道路社長、東京熱供給社長 |
| 猪瀬直樹   | 2007年 - 2012年 | 作家、東京工業大学特任教授           | 都知事（2012年 - 2013年）、参議院議員 |
| 佐藤広     | 2009年 - 2012年 | 東京都産業労働局長                   | 東京オリンピック・パラリンピック競技大会組織委員会副事務総長、東京信用保証協会理事長、東京都国民健康保険団体連合会理事長、富国生命保険取締役 |
| 村山寛司   | 2010年 - 2012年 | 東京都財務局長                       | 日本自動車ターミナル社長、東京地下鉄副社長、東京信用保証協会理事長、全国信用保証協会連合会会長、東京都知事特別秘書 |
| 吉川和夫   | 2010年 - 2012年 | 東京都知事本局長                     | 東京都公園協会理事長、東京交通会館副館長 |
| 秋山俊行   | 2012年 - 2016年 | 東京都知事本局長                     | 東京都人材支援事業団理事長、日本自動車ターミナル社長 |
| 安藤立美   | 2012年 - 2017年 | 東京都知事職務代理者、東京都財務局長 | 東京都参与、東京都国民健康保険団体連合会理事長、東京都人材支援事業団理事長、東京信用保証協会理事長、全国信用保証協会連合会会長、地方独立行政法人東京都立病院機構理事長 |
| 前田信弘   | 2013年 - 2016年 | 東京都知事本局長                     | 東京臨海ホールディングス社長、首都高速道路社長、東京ビッグサイト社長 |
| 中西充     | 2016年 - 2017年 | 東京都総務局長                       | 東京臨海熱供給社長、東京都競馬社長、東京サマーランド社長、東京都中小企業振興公社理事長、東京都人事委員長 |
| 山本隆     | 2016年 - 2017年 | 東京都産業労働局長                   | 東京都人材支援事業団理事長、東京オリンピック・パラリンピック競技大会組織委員会副事務総長、共同実施事業管理委員会副委員長 |
| 川澄俊文   | 2016年 - 2018年 | 東京都政策企画局長                   | 東京都環境公社理事長、東京地下鉄会長 |
| 猪熊純子   | 2017年 - 2019年 | 東京都会計管理局長                   | 東京都参与、東京臨海ホールディングス社長、東京トラフィック開発社長、東京外国語大学経営協議会委員 |
| 長谷川明   | 2017年 - 2020年 | 東京都政策企画局長                   | 東京都都市づくり公社理事長 |
| 多羅尾光睦 | 2018年 - 2021年 | 東京都総務局長                       | 東京都参与、建設資源広域利用センター社長、東京都競馬社長 |
| 梶原洋     | 2019年 - 2021年 | 東京都政策企画局長                   | 東京臨海ホールディングス社長、東京臨海熱供給社長 |
| 武市敬     | 2020年 - 2023年 | 東京都財務局長                       | 東京都参与、東京都人材支援事業団理事長、東京2025世界陸上財団事務総長 |
| 黒沼靖     | 2021年 - 2024年 | 東京都総務局長                       | 東京都参与、日本自動車ターミナル社長 |
| 潮田勉     | 2021年 - 2024年 | 東京都財務局長                       | 東京都参与、東京地下鉄副社長 |